# Adjika
L'adjika (abkhaze : аџьыка, аџьыкаҟaҧшь ou aџьыкаҵәаҵәа ; géorgien : აჯიკა ; turc : acuka ; azéri : acika ; russe : Аджика) est une sauce épicée et relevée à base de poivrons, de tomates, de piments et d'épices, habituellement utilisée dans les régions caucasiennes d'Abkhazie et de Mingrélie, elle est connue dans tout le Caucase et surtout en Géorgie et en Azerbaïdjan ainsi qu'en Russie, en Arménie et en Turquie.
Elle est souvent utilisée dans la cuisine géorgienne pour assaisonner des plats et au petit déjeuner en Turquie et en Azerbaïdjan. L’adjika est de couleur rouge et verte selon le poivron utilisé. Le nom en lui-même provient des mots abkhazes аџьыка (« sel »), аџьыкаҟaҧшь (grossièrement, « sel rouge ») et аџьыкаҵәаҵәа sont des termes utilisés pour désigner l’adjika,.